# Leo van Vliet
Leonardus Quirinus Machutus (Leo) van Vliet (Honselersdijk, 15 november 1955) is een Nederlands voormalig wielrenner, die onder andere Gent-Wevelgem, een etappe in de Ronde van Frankrijk en de Vierdaagse van Duinkerke won. In 1995 volgde hij Herman Krott op als koersdirecteur van de Amstel Gold Race en organiseerde hij ook de Amstel Curaçao Race. Van 2009 tot 2013 was hij bondscoach van de Nederlandse profrenners op de weg.

## Biografie

### Van nieuweling tot amateur
Leo van Vliet komt uit het Westland. Hij werkte in het familiebedrijf Van Vliet Containers, toen hij als nieuweling opviel. Wim van Est adviseerde zijn vader Piet in 1973 om Leo niet te hard te laten werken in het transportbedrijf en desnoods 50.000 gulden te investeren om hem te laten fietsen. Daar zul je nooit spijt van krijgen! In 1975 ging Leo rijden voor de Amstel Bier wielerploeg van ploegleider Herman Krott. Een jaar later won hij het eindklassement van Olympia's Tour en het zilver in het Nederlands Kampioenschap op de weg voor amateurs. Op de Olympische Spelen eindigde hij in het peloton dat achter de tien man sterke kopgroep binnenkwam. Van Vliet werd getypeerd als een bijter, een jongen die altijd aanvalt, kan sprinten, tijdrijden én klimmen. Hij kan alleen niet tegen kritiek en komt daar zelf voor uit.

### Professional bij Zoetemelk, Post en Raas

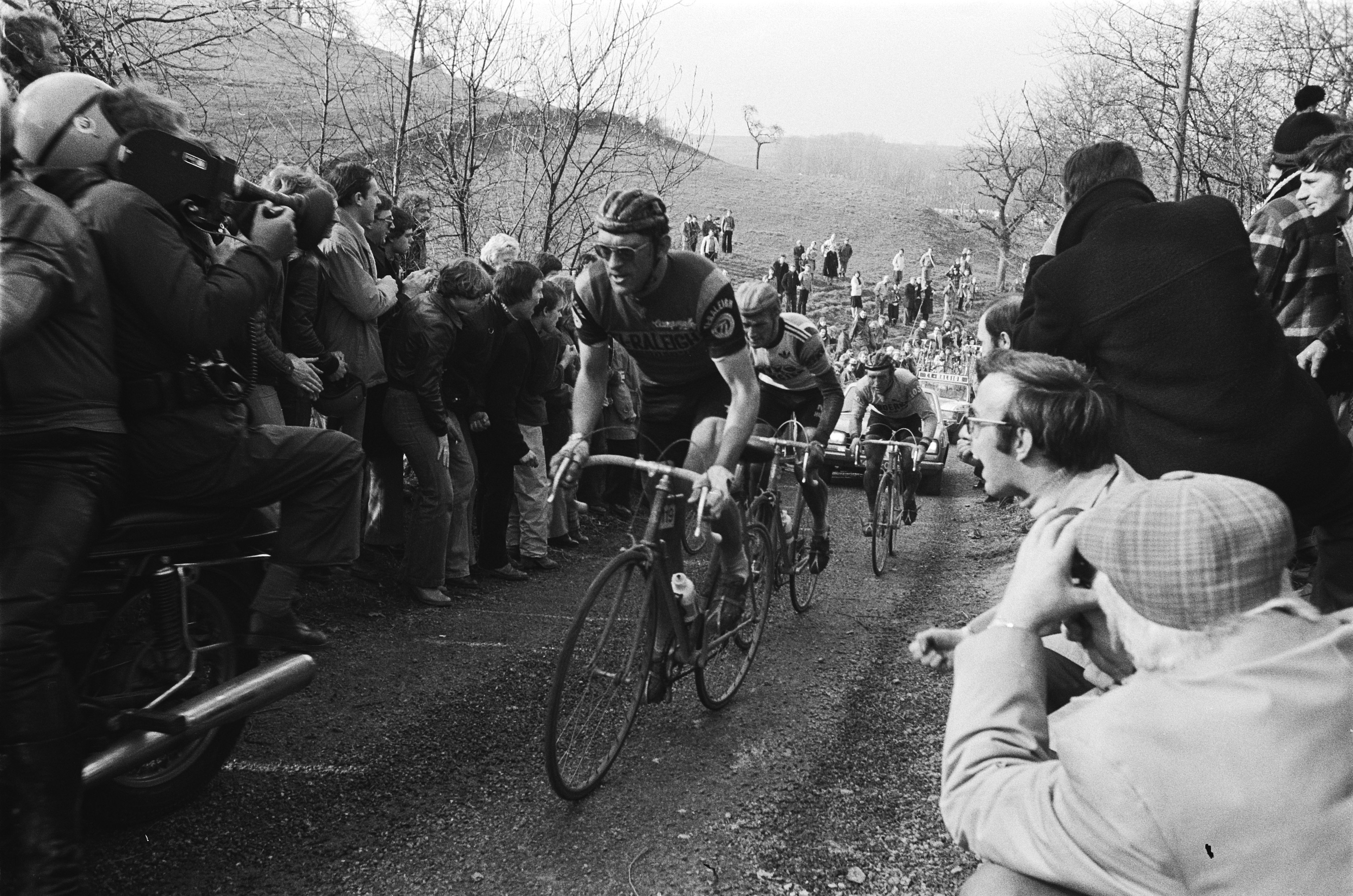
Amstel Gold Race 1978: Van Vliet volgt Gerrie Knetemann op de Keutenberg. Walter Godefroot en de verscholen Bernard Bourreau rijden ook mee in de door Van Vliet veroorzaakte kopgroep.

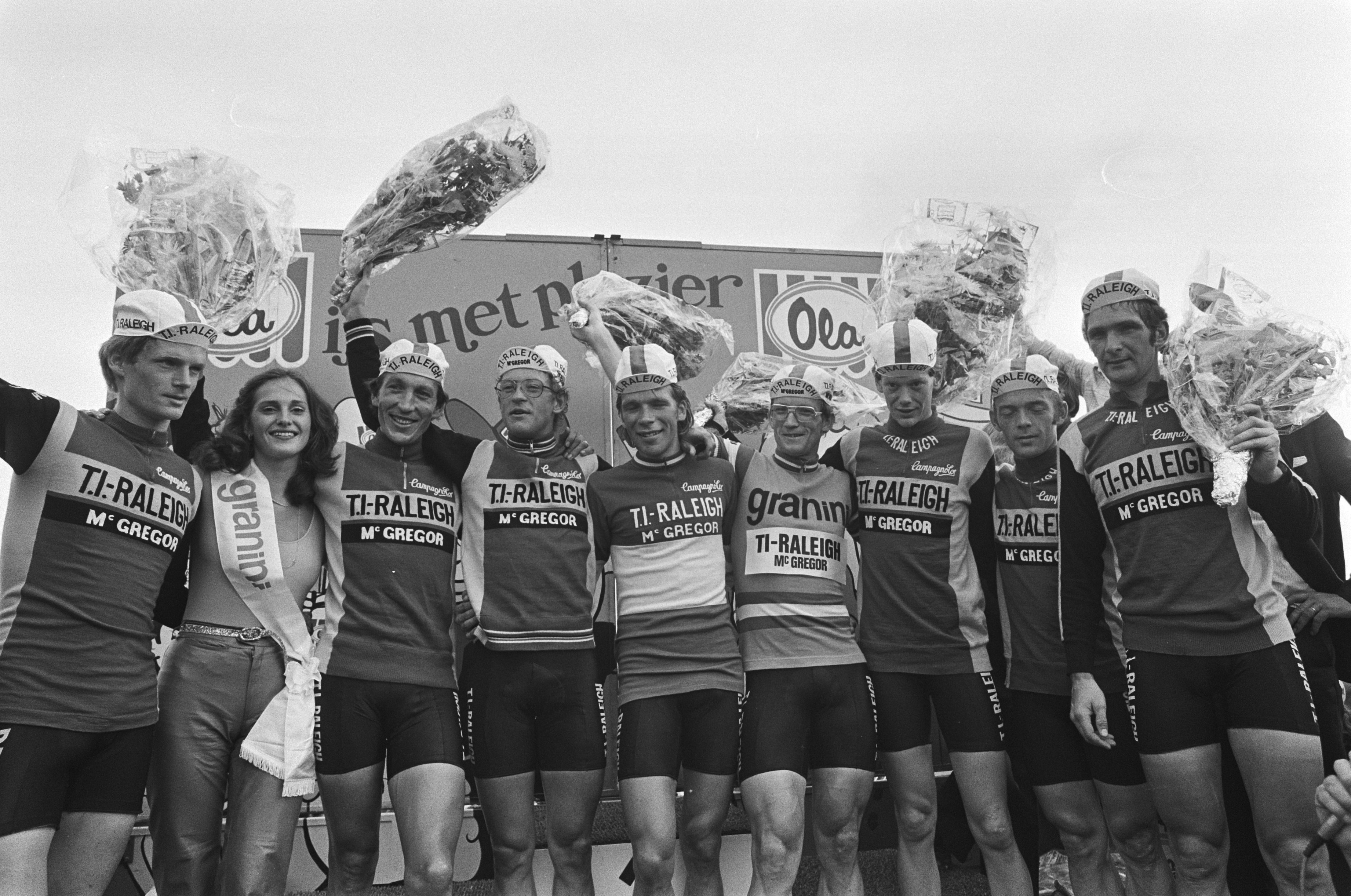
Ronde van Nederland 1979, TI-Raleigh viert winst in de ploegentijdrit met van links naar rechts: Leo van Vliet, Rondemiss, Aad van de Hoek, Gerrie Knetemann, Henk Lubberding, Jan Raas, Bert Oosterbosch, Piet van Katwijk en Cees Priem.

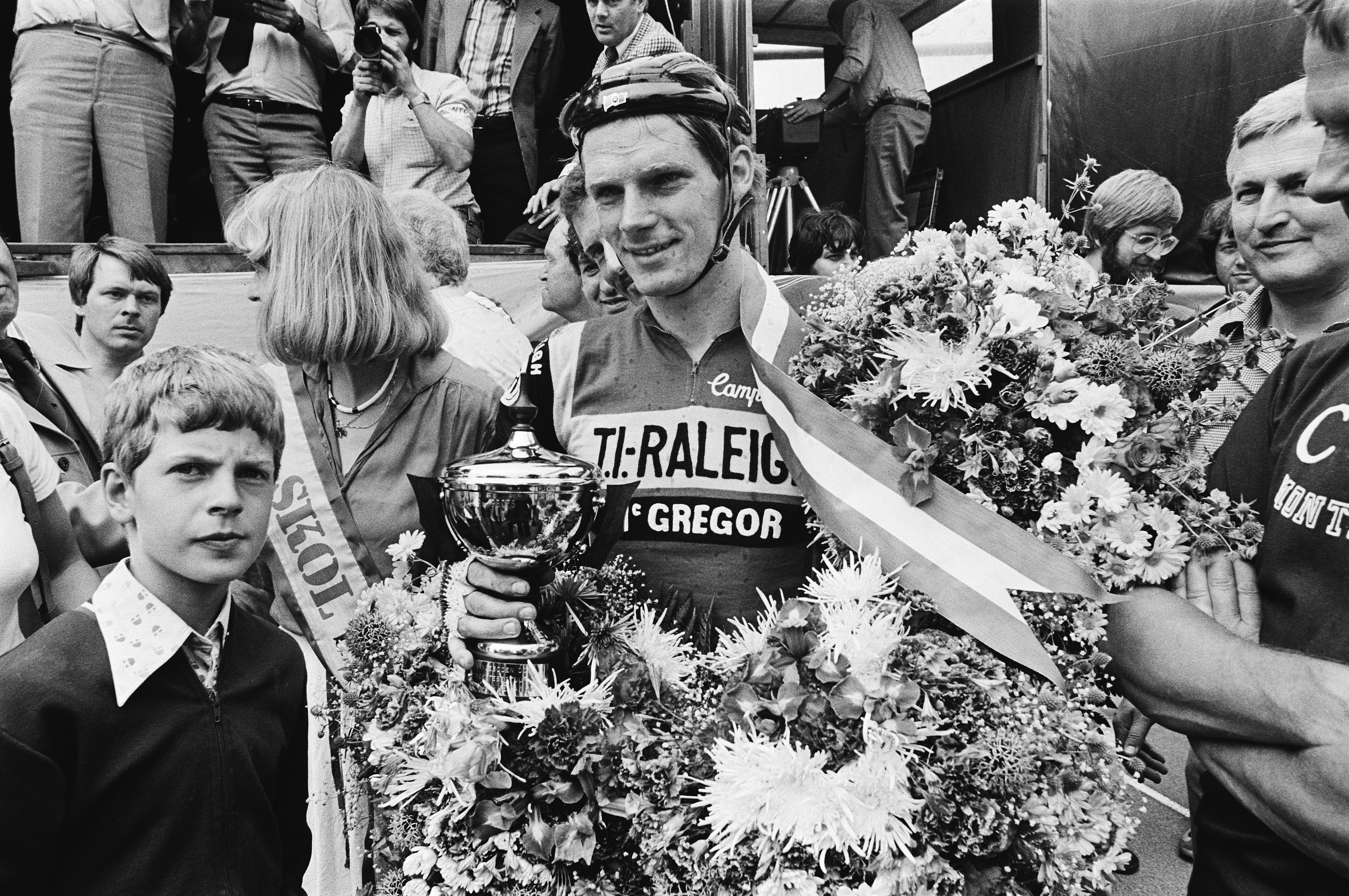
Leo van Vliet wint de Ronde van Kortenhoef in 1979.

In 1978 werd Van Vliet professional bij Miko-Mercier. Hij zou eerst in augustus 1977 professional worden, maar Joop Zoetemelk was er in de zomer nog niet uit of hij bij Mercier bleef, of met Van Vliet naar TI-Raleigh zou gaan. Dankzij zijn goede resultaten ging Van Vliet een jaar later alsnog naar Raleigh waar hij meesterknecht en sprintaantrekker van Jan Raas werd. Raas won veel wedstrijden en Raleigh won de meeste ploegentijdritten. Van Vliet zei daarover: 'Als je een iets mindere dag had, dan was het een martelgang. Ik reed liever een bergrit met 8 cols dan een ploegentijdrit.' Als Van Vliet de ruimte kreeg, dan kon hij ook zelf winnen, zoals Gent-Wevelgem, een etappe in de Ronde van Frankrijk en de Vierdaagse van Duinkerke. Bij de splitsing van de ploeg ging hij mee met Raas. Van Vliet stopte in 1986 en keerde terug in het familiebedrijf.

### Koersdirecteur Amstel Gold Race
In 1993 werd Van Vliet Containers verkocht en kreeg Leo meer vrije tijd. In augustus 1994 belde Herman Krott met de vraag of Van Vliet zijn opvolger wilde worden als koersdirecteur van de Amstel Gold Race. Van Vliet nam de uitdaging aan. Krott organiseerde nog de editie van 1995 en Van Vliet keek over zijn schouder mee. In 1996 nam hij het stokje over en werd verantwoordelijk voor het parcours en het rennersveld. Amstel Bier eigenaar Heineken verzorgde de commerciële kant. Koersdirecteur zijn is geen volledige baan, waardoor Van Vliet daarnaast ook nog andere dingen kon doen. Zo werd hij bondscoach bij de KNWU (2009-2013)  en organiseerde hij twee edities van de Ride for the Roses. Ook organiseerde hij de Amstel Curaçao Race die het wielerseizoen afsloot van 2002 tot en met 2014.
Flanders Classics zal in 2025 de organisatie van de Amstel Gold Race overnemen. Met de editie van 2026 als laatste jaar neemt Van Vliet afscheid als koersdirecteur.

## Belangrijkste overwinningen
1976
1e etappe Olympia's Tour
Eindklassement Olympia's Tour
 Nederlands Kampioenschap op de weg, amateurs
1977
Omloop der Kempen
Ronde van Limburg
Vierstromenlandronde
1978
1e etappe Ronde van Nederland
1e etappe Ster van Bessèges
Ronde van Santpoort
1979
1e etappe Dauphiné Libéré
Grote Prijs van Wallonië
7e etappe Ronde van Frankrijk
2e etappe Parijs-Nice
1980
La Marseillaise
5e etappe (deel A) Ronde van Nederland
1982
2e etappe Ster van Bessèges
5e etappe (deel B) Ronde van de Middellandse Zee
1983
Eindklassement Vierdaagse van Duinkerke
2e en 4e (deel A) etappe Ronde van de Middellandse Zee
Gent-Wevelgem
1984
1e etappe Ronde van de Aude
1985
4e etappe Midi Libre
2e etappe Ronde van Ierland

## Resultaten in voornaamste wedstrijden
| Jaar | Ronde van Italië | Ronde van Frankrijk | Ronde van Spanje |
| ---- | ---------------- | ------------------- | ---------------- |
| 1978 |                  |                     |                  |
| 1979 |                  | opgave (1)          |                  |
| 1980 |                  | 51e                 |                  |
| 1981 |                  |                     |                  |
| 1982 |                  | 52e                 |                  |
| 1983 |                  | opgave              |                  |
| 1984 |                  | 75e                 |                  |
| 1985 |                  | 79e                 |                  |

| Jaar | Milaan-San Remo | Gent-Wevelgem | Ronde van Vlaanderen | Amstel Gold Race | Waalse Pijl |  | Wereldranglijsten |
| ---- | --------------- | ------------- | -------------------- | ---------------- | ----------- |  | ----------------- |
| 1978 | 26e             |               | 38e                  | 8e               |             |  |                   |
| 1979 | 95e             |               |                      |                  |             |  |                   |
| 1980 | 46e             |               |                      | 29e              | 35e         |  |                   |
| 1981 | 21e             |               |                      |                  | 54e         |  |                   |
| 1982 | 9e              | 48e           |                      | 18e              |             |  |                   |
| 1983 |                 | Goud          | 18e                  | 22e              |             |  | 12e (SPP)         |
| 1984 | 52e             | 106e          | 35e                  | 40e              |             |  |                   |
| 1985 |                 |               |                      |                  | 81e         |  |                   |

Wielerploegen van Leo van Vliet
Alban ·
Busolini ·
Hoban ·
Le Guilloux ·
Levavasseur ·
Martin ·
Mathis ·
Mauvilly · 
Meslet ·
Mollet ·
Nilsson ·
Périn ·
Perret ·
Pirard ·
Rouxel ·
Seznec ·
Vallet ·
van Vliet ·
Zoetemelk
De Gendt ·
Gevers ·
Havik ·
Hildred ·
van den Hoek ·
van Katwijk ·
Knetemann  ·
Mutter ·
Lubberding ·
Oosterbosch · 
Priem · 
Pronk ·
Raas  · 
Sutter ·
Thaler · 
van der Velde · 
van Vliet ·
Wellens · 
Wesemael
Breu ·
De Gendt ·
van den Hoek ·
van Katwijk ·
Knetemann ·
Mutter ·
Lubberding ·
Oosterbosch · 
Priem · 
Pronk ·
Raas  · 
van der Velde · 
van Vliet ·
Wellens · 
Wesemael · 
Wijnands · 
Zoetemelk
Freuler ·
Hanegraaf ·
van den Hoek ·
Hoste ·
Knetemann ·
Maas ·
Lubberding ·
Oosterbosch · 
Peeters · 
Priem · 
Pronk ·
Raas · 
van der Velde · 
van Vliet ·
Wesemael · 
Wijnands · 
Zoetemelk
De Keulenaer ·
Hanegraaf ·
van den Hoek ·
Hoste ·
Knetemann ·
Koppert ·
Lammerts ·
Lubberding ·
Peeters · 
Pirard · 
Priem · 
Raas · 
Rooks ·
Singleton ·
van der Velde · 
Veldscholten ·
van Vliet ·
Wijnands
De Keulenaer ·
Hanegraaf ·
van Houwelingen ·
Knetemann ·
Lammerts ·
Lubberding ·
Oosterbosch ·
Peeters ·
Priem · 
Raas · 
de Rooij ·
Singleton ·
van der Velde · 
Veldscholten ·
van Vliet ·
Wainwright ·
Walton ·
Wijnands ·
Winnen
De Cnijf ·
De Wolf ·
Hanegraaf ·
A. van Houwelingen ·
J. van Houwelingen ·
Kuiper ·
Manders ·
Nijdam ·
Peeters ·
van der Poel ·
Priem · 
Raas · 
Segers ·
Solleveld ·
van Vliet ·
Wijnands ·
Zoetemelk
Daams ·
Ducrot ·
Hanegraaf ·
Manders ·
Nevens ·
Nijdam ·
Peeters ·
van der Poel ·
Poels ·
Priem · 
Raas · 
Shapiro ·
Solleveld ·
van Vliet ·
Wijnands ·
Zoetemelk 